# Prison de Pollsmoor
Pollsmoor Maximum Security Prison
La prison de Pollsmoor est une importante prison de Tokai, dans la banlieue du Cap, en Afrique du Sud. Elle fait régulièrement l'objet de critiques de la part de la société civile et du mécanisme national de prévention, en raison de la surpopulation et de la violence qui y règnent. Elle est principalement utilisée pour les détenus dangereux ou à fort risque d'évasion.

## Détenus notables
Nelson Mandela était le détenu le plus connu de cette prison, qu'il avait rejointe après son séjour de 18 ans dans celle de Robben Island.

## Personnel notable
- Christo Brand, gardien de Nelson Mandela à Robben Island, l'a suivi à la prison de Pollsmoor à la suite de son transfert[2].

- James Gregory, gardien